# (3258) Somnium
(3258) Somnium ist ein Asteroid des Hauptgürtels, der am 8. September 1983 vom Schweizer Astronomen Paul Wild, vom Observatorium Zimmerwald der Universität Bern aus, entdeckt wurde.
Der Asteroid ist nach Johannes Keplers utopischer Schrift Somnium benannt.
| Nummer davor   | Asteroiden in nummerierter Reihenfolge | Nummer danach   |
| (3257) Hanzlík | (3258) Somnium                         | (3259) Brownlee |